# Русанов, Виктор Николаевич
Ви́ктор Николаевич Русанов (20 октября 1950 — 19 декабря 2024) — советский и российский живописец, педагог, профессор МГАХИ имени В. И. Сурикова. Академик РАХ (2012; член-корреспондент 2007). Народный художник РФ (2022). Член СХ СССР и МСХ.

## Биография
Виктор Русанов учился живописи в «Рязанском художественном училище имени Г. К. Вагнера», у Б. Н. Кузнецова, В. Е. Куракина, защитил диплом у Г. Н. Ракова в 1969 году. По окончании училища приезжает в Москву и поступает в МГХИ им. Сурикова, где учится в мастерской профессора А. М. Грицая, у педагогов станковой живописи Д. Д. Жилинского, С. Н. Шильникова. В начале 70-х годов, будучи ещё студентом, художник начал участвовать в выставках, и становится заметен в московских артистических кругах. В 1975 году защитил диплом, и в 1976 году вступил в Союз художников СССР. Жил и работал в Москве.
Виктор Русанов принимал активное участие в жизни творческих союзов и являлся членом бюро отделения живописи РАХ, входил в правление Товарищества живописцев МСХ, являлся членом комиссии по работе с молодыми художниками МСХ, выставочной комиссии МСХ, наградной комиссии Товарищества живописцев МСХ, и в комиссию по приёму в Союз художников.
Художник вёл педагогическую работу, являясь профессором МГАХИ имени В. И. Сурикова и Академиком Российской академии художеств. Произведения художника находятся в собраниях Государственной Третьяковской галереи, в Рязанском художественном музее, Омском художественном музее, Тульском художественном музее, Тамбовской картинной галерее, Ивановском художественном музее, и более чем в двадцати российских музеях. Несколько полотен входят в коллекцию Международной конфедерации союзов художников, в частных коллекциях и в собрании самого живописца.
Умер 19 декабря 2024 года в возрасте 74 лет.

## О творчестве
«Конструктивная ясность и мощная энергетика полотен В.Русанова, их сложная и звучная палитра, метафоричность и одухотворённость образов быстро убедили коллег и критиков: появился новый мастер большой сюжетной картины, способный трактовать окружающую реальность в духе „высокого“ стиля, достигая подлинной художественной образности» — пишет о начале выставочной деятельности искусствовед Александр Якимович.
По мнению доктора искусствоведения Г. В. Плетневой «Виктор Русанов принадлежит к той творческой генерации, для которой альфой и омегой созидания является синтез предметного начала и пространства. Его живописная форма заключает суть бытия, отражая конструктивную ясность видимого и многозначность пластических комбинаций».
«Многие картины В.Русанова крайне сдержанны в развитии событийного момента, чужды повествовательности, однако полны острейшего внутреннего напряжения». — пишет о Русанове доктор искусствоведения А. И. Морозов.

## Награды и звания
- Народный художник Российской Федерации (18 мая 2022 года) — за большие заслуги в области изобразительного искусства[6].
- Заслуженный художник Российской Федерации (11 июня 2011 года) — за заслуги в области изобразительного искусства[7].
- Первая премия за лучшее произведение года, присужденная Правлением московской организацией Союза художников РСФСР за картину «Голуби».(1977).
- Серебряная медаль Российской Академии художеств за живописные произведения разных лет (2002).
- Медаль и диплом Московского Союза художников «За заслуги в развитии изобразительного искусства» (2007).
- Золотая медаль Союза художников России «Духовность, традиции, мастерство» за достижения в творчестве. (2012).
- Золотая медаль Российской Академии художеств по итогам персональной ретроспективной выставки «В. Русанов». (2012)
- Медаль и Диплом им. П. П. Кончаловского Московского Союза художников за живописные произведения разных лет. (2013)